# Trissocladius brevipalpis
Trissocladius brevipalpis är en tvåvingeart som beskrevs av Jean-Jacques Kieffer och August Friedrich Thienemann 1908. Trissocladius brevipalpis ingår i släktet Trissocladius och familjen fjädermyggor. Arten är reproducerande i Sverige. Inga underarter finns listade i Catalogue of Life.